# Beijing Capital Airlines
Beijing Capital Airlines (chinês: 首都航空, pinyin: Shǒudū Hángkōng) é uma companhia aérea chinesa, sediada em Pequim. Opera de acordo com o marketing da Capital Airlines, subsidiária da Hainan Airlines. Em 2017 o Grupo HNA (que controla a Hainan Airlines) fechou parceria com a companhia portuguesa Tap Portugal e a brasileira Azul Linhas Aéreas, na qual possui sociedade em ambas as empresas.

## Frota

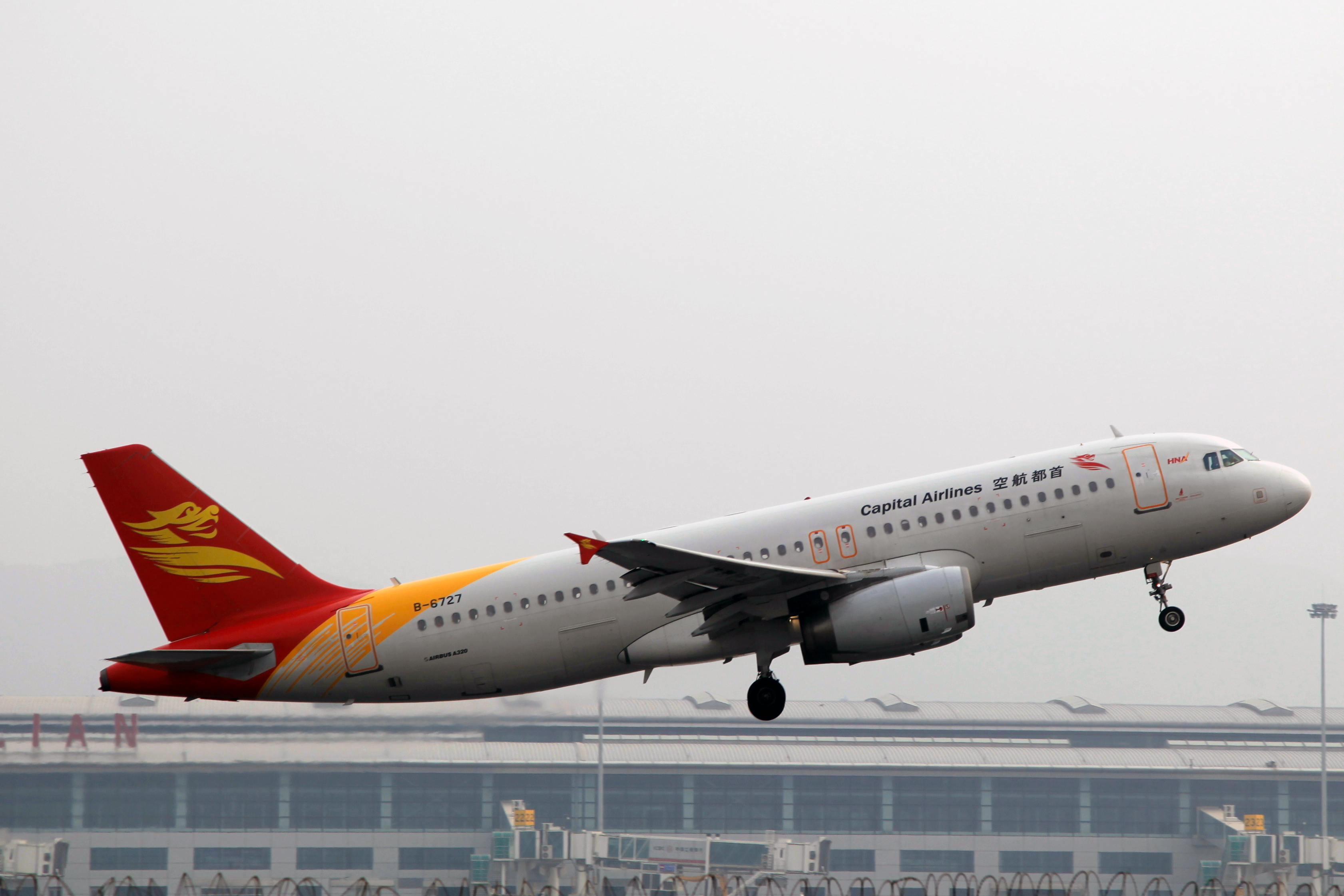
A Beijing Capital Airlines Airbus A320-200 at Dalian Zhoushuizi International Airport

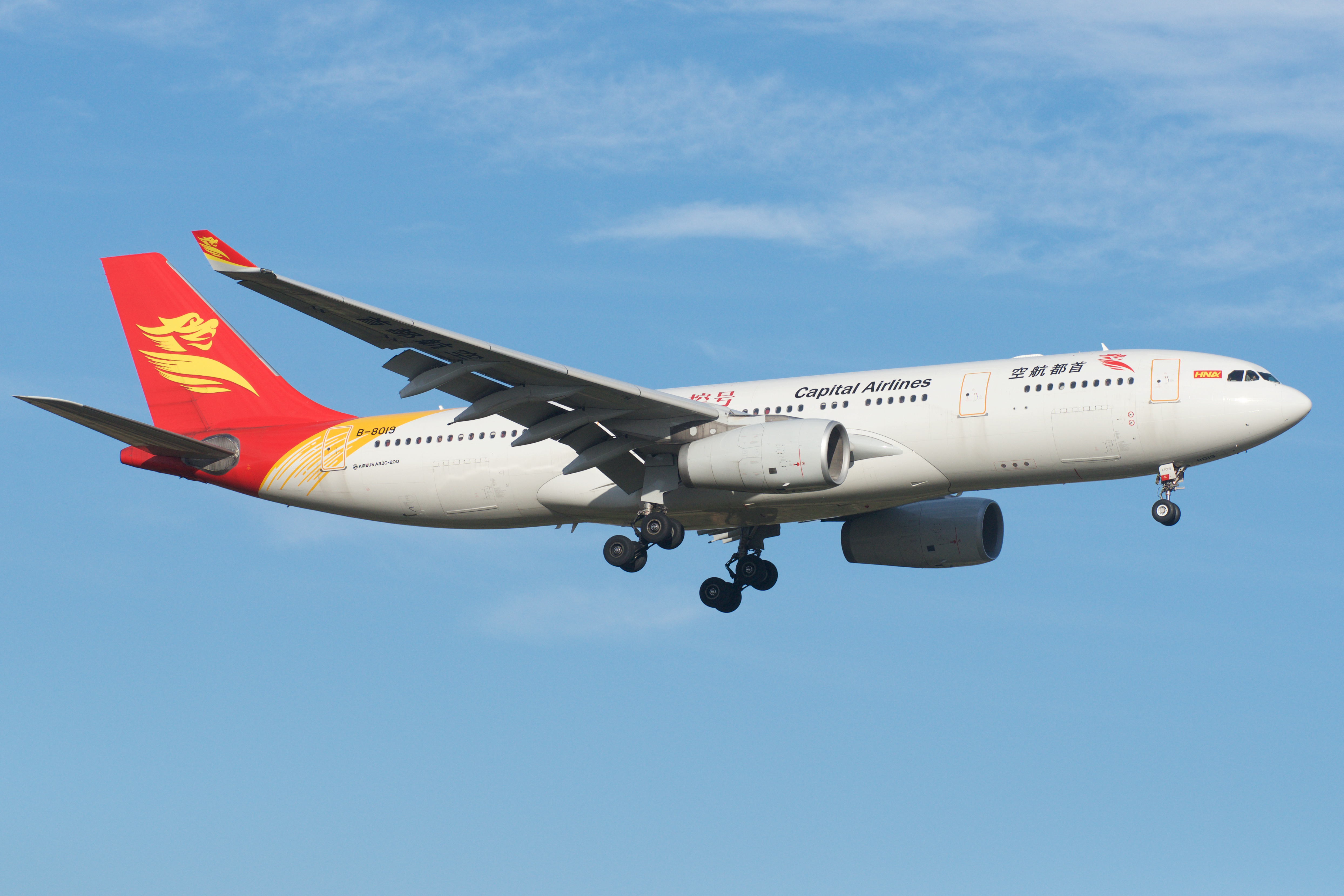
A Beijing Capital Airlines Airbus A330-200 at Melbourne Airport, Australia

Em agosto de 2017, a frota de aeronaves da Beijing Capital Airlines consistia nas seguintes aeronaves:
| Aeronave        | Em serviço | Pedidos | Passageiros | Passageiros | Passageiros | Notas |
| Aeronave        | Em serviço | Pedidos | C           | Y           | Total       | Notas |
| --------------- | ---------- | ------- | ----------- | ----------- | ----------- | ----- |
| Airbus A319-100 | 20         | —       | —           | 138         | 138         |       |
| Airbus A320-200 | 33         | —       | 8           | 144         | 152         |       |
| Airbus A321-200 | 11         | —       | 20          | 196         | 216         |       |
| Airbus A330-200 | 4          | —       | 36          | 186         | 222         |       |
| Airbus A330-300 | 4          | —       | 18          | 288         | 306         |       |
| Total           | 72         | 0       |             |             |             |       |

### Fleet history

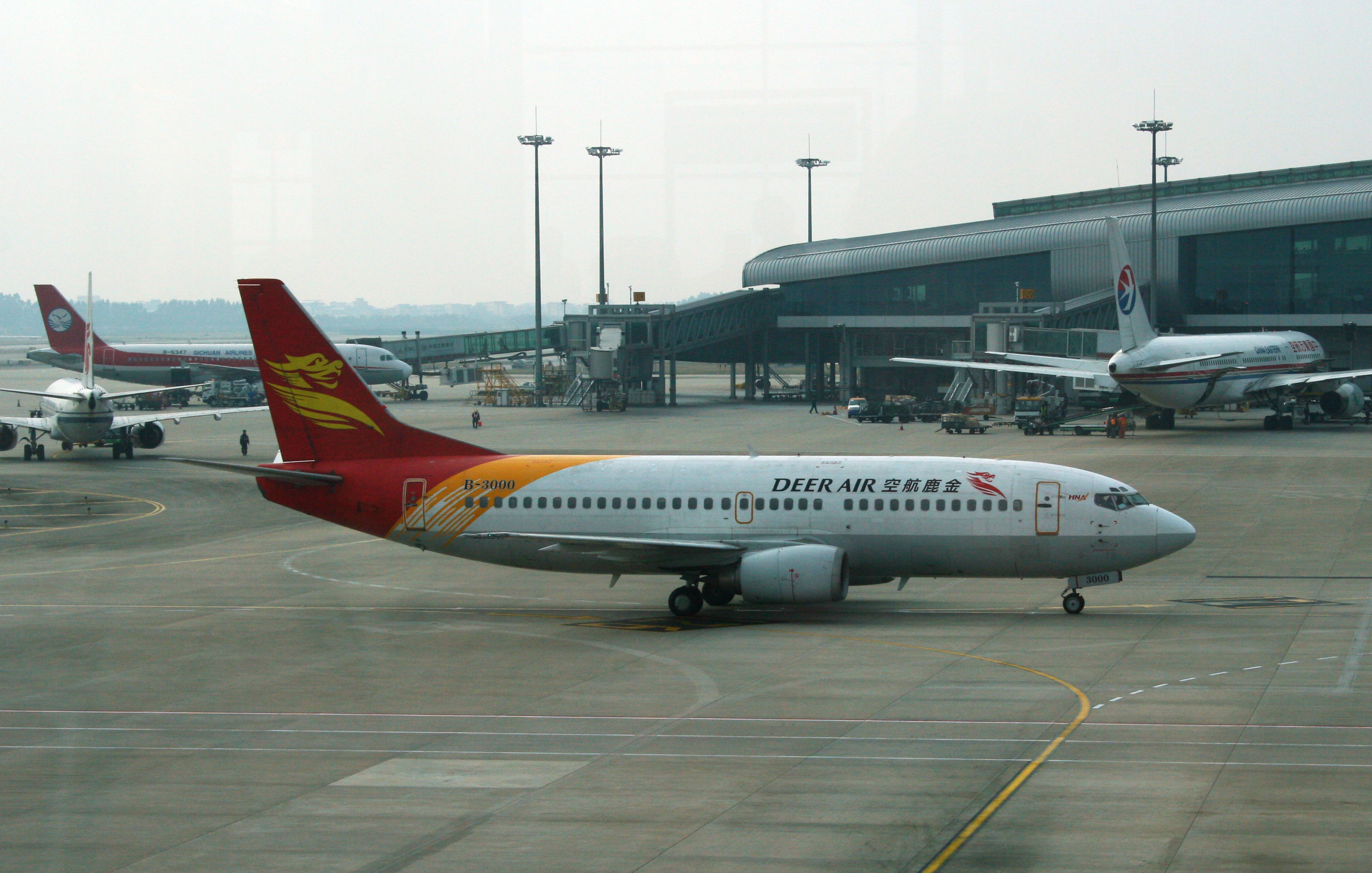
A Deer Air Boeing 737-300 at Guangzhou Baiyun International Airport

Beijing Capital Airlines has previously operated the following aircraft:
- Boeing 737-300
- Boeing 737-700